# Амьен-7 (Сюд-Уэст)

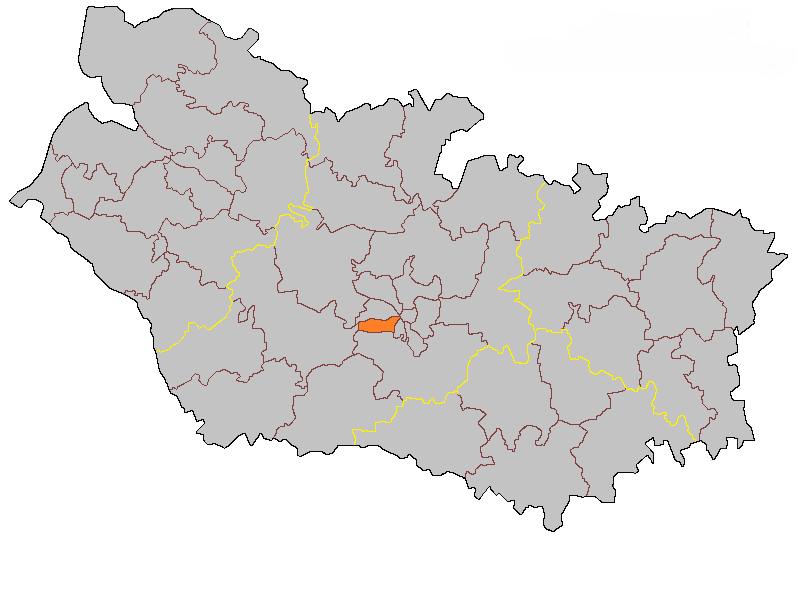
Кантон Амьен-7 (Сюд-Уэст) на карте департамента Сомма

Амьен-7 (Сюд-Уэст) (фр. Amiens-7-Sud-Ouest) — упраздненный кантон во Франции, регион Пикардия, департамент Сомма. Входил в состав округа Амьен.
В состав кантона входили коммуны (население по данным Национального института статистики за 2009 г.):
- Амьен (18 361 чел.) (частично)
- Пон-де-Мец (2 073 чел.)

## Политика
На президентских выборах 2012 г. жители кантона отдали в 1-м туре Франсуа Олланду 33,3 % голосов против 23,5 % у Николя Саркози и 16,6 % у Марин Ле Пен, во 2-м туре в кантоне победил Олланд, получивший 58,7 % голосов (2007 г. 1 тур: Сеголен Руаяль — 29,7 %, Саркози — 27,5 %; 2 тур: Руаяль — 55,3 %). На выборах в Национальное собрание в 2012 г. по 2-му избирательному округу департамента Сомма они поддержали кандидата Партии зеленых Барбару Помпили, набравшую 35,7 % голосов в 1-м туре и 53,4 % - во 2-м туре. На региональных выборах 2010 года в 1-м туре победил список «правых», собравший 25,5 % голосов против 25,4 % у списка социалистов. Во 2-м туре «левый список» с участием социалистов и «зелёных» во главе с Президентом регионального совета Пикардии Клодом Жеверком получил 53,3 % голосов, «правый» список во главе с мэром Бове Каролин Кайё занял второе место с 32,6 %, а Национальный фронт с 14,1 % финишировал третьим.
|  | Кандидат      | Партия                    | % голосов |
|  | ------------- | ------------------------- | --------- |
|  | Жан-Пьер Тетю | Партия зеленых            | 57,19     |
|  | Марк Тюйо     | Союз за народное движение | 42,81     |

|  | Кандидат      | Партия                    | % голосов |
|  | ------------- | ------------------------- | --------- |
|  | Жан-Пьер Тетю | Партия зеленых            | 53,85     |
|  | Марк Тюйо     | Союз за народное движение | 46,15     |